# Ольмеда-де-Кобета
Ольмеда-де-Кобета (ісп. Olmeda de Cobeta) — муніципалітет в Іспанії, у складі автономної спільноти Кастилія-Ла-Манча, у провінції Гвадалахара. Населення — 78 осіб (2010).
Муніципалітет розташований на відстані близько 140 км на схід від Мадрида, 85 км на схід від Гвадалахари.
На території муніципалітету розташовані такі населені пункти: (дані про населення за 2010 рік)
- Ла-Буенафуенте-дель-Сісталь: 26 осіб
- Ольмеда-де-Кобета: 52 особи

## Демографія
Динаміка населення (INE ):